# Lípa (district de Havlíčkův Brod)
Pour les articles homonymes, voir Lípa.
Lípa (en allemand : Linden) est une commune du district de Havlíčkův Brod, dans la région de Vysočina, en République tchèque. Sa population s'élevait à 1 184 habitants en 2020.

## Géographie
Lípa se trouve à 7 km au sud-sud-ouest de Havlíčkův Brod, à 18 km au nord-nord-ouest de Jihlava et à 99 km à l'est-sud-est de Prague.
La commune est limitée par Michalovice au nord, par Havlíčkův Brod au nord et à l'est, par Okrouhlička, Kochánov et Úhořilka au sud, par Úsobí au sud-ouest, et par Herálec et Květinov à l'ouest.

## Histoire
La première mention écrite de la localité date de 1351.

## Galerie

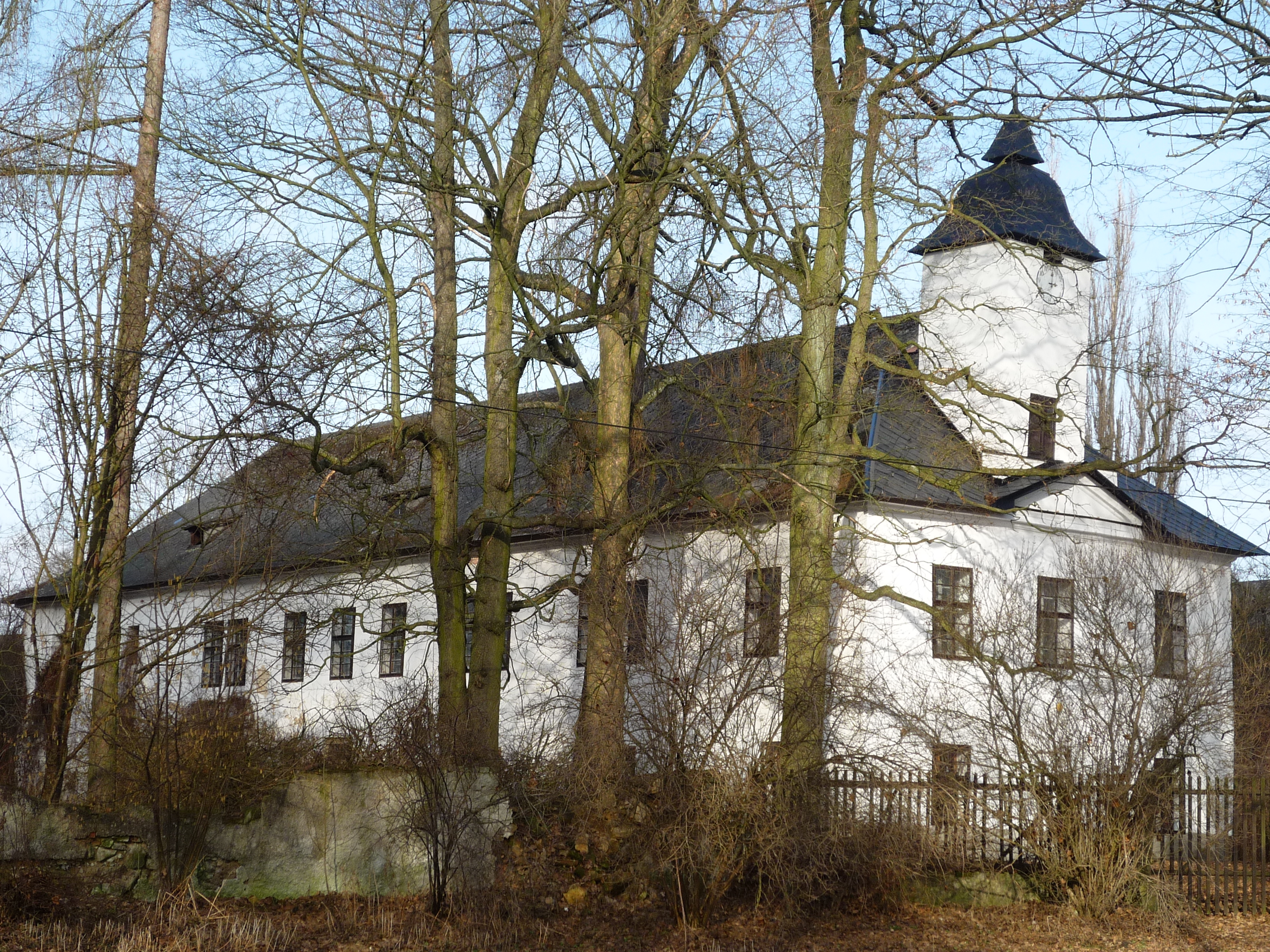
Château de Petrkov.
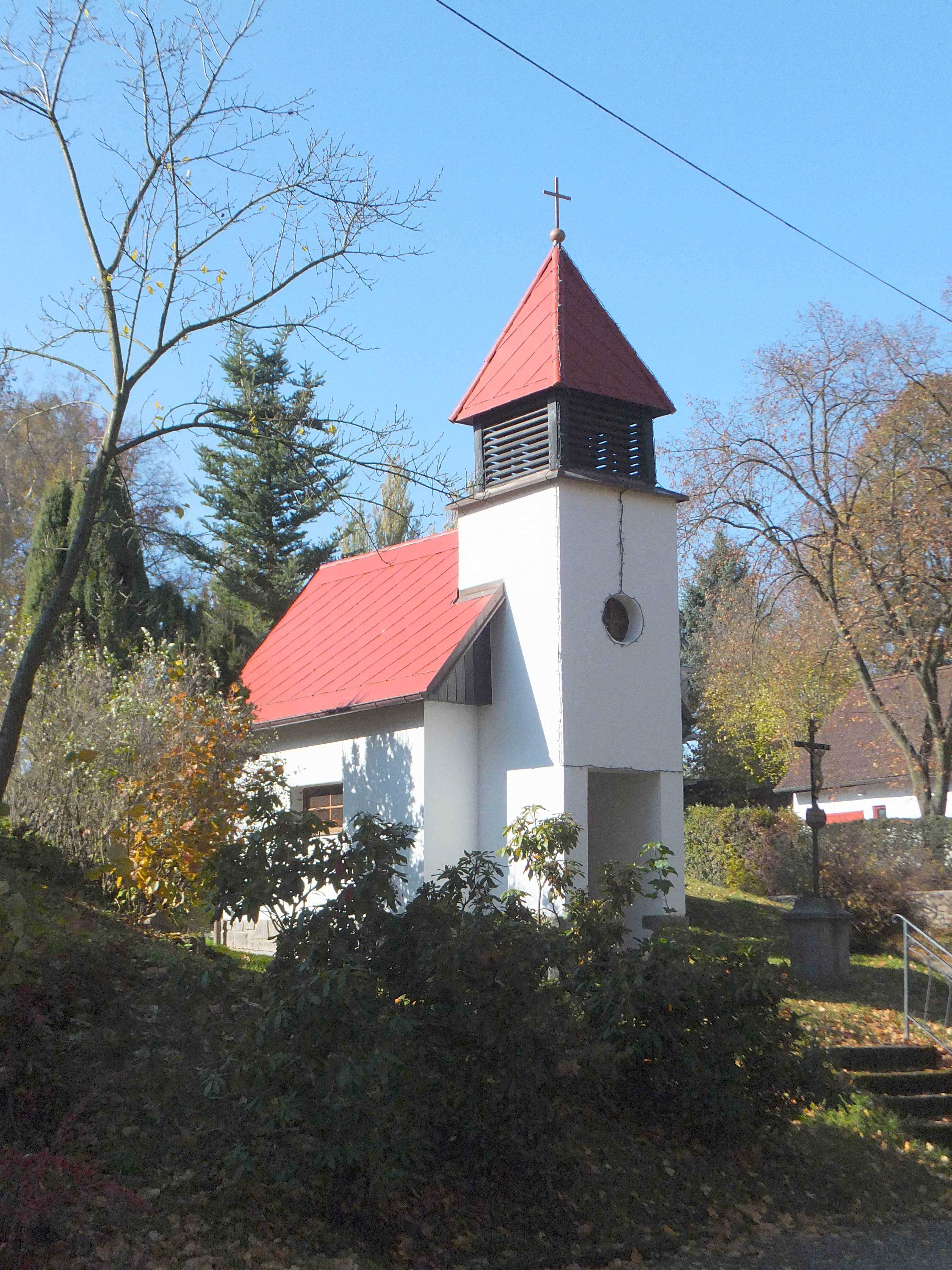
Église du hameau de Petrkov.
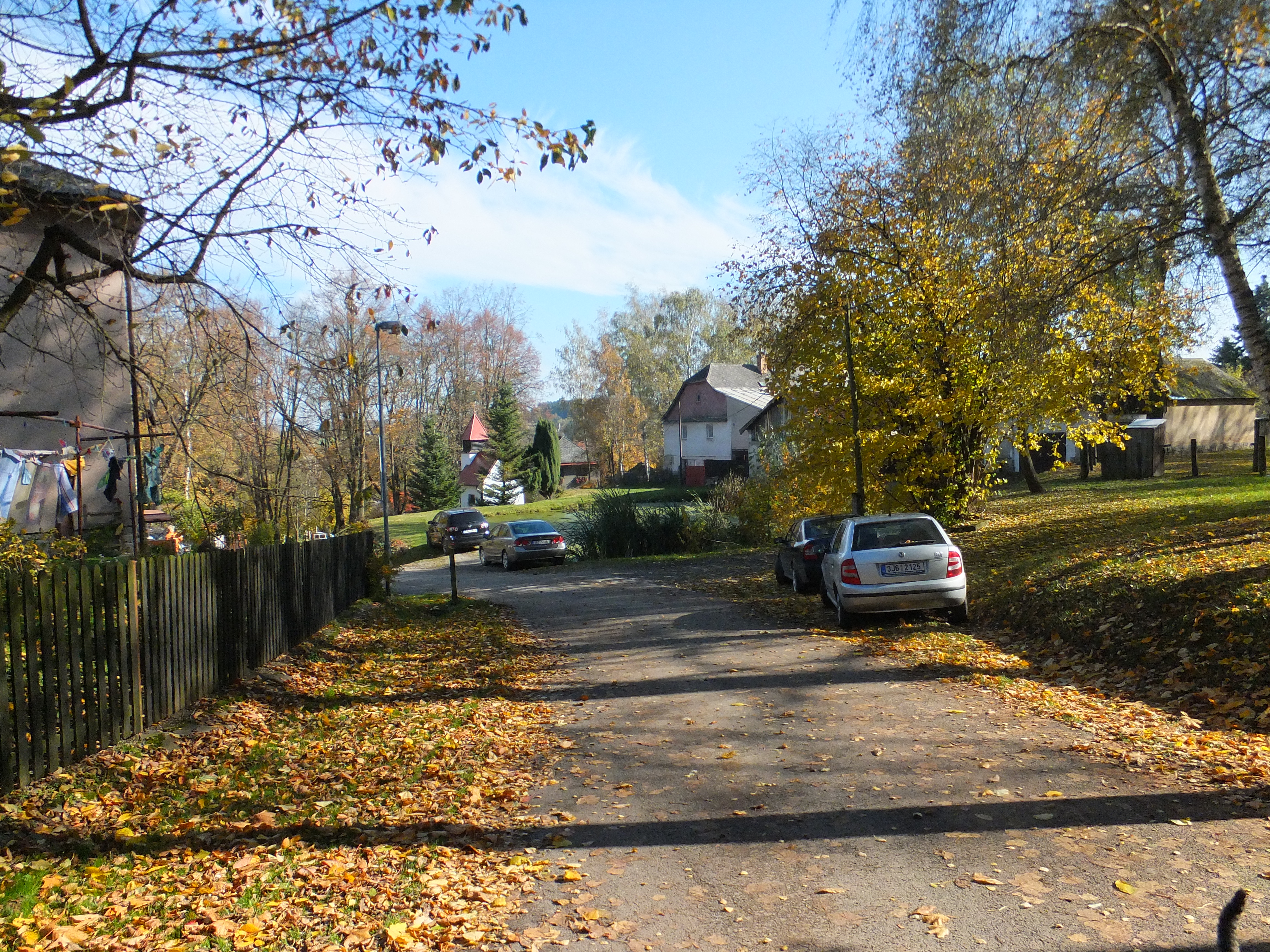
Centre du hameau de Petrkov.

## Administration
La commune se compose de quatre quartiers :
- Lípa
- Chválkov
- Dobrohostov
- Petrkov

## Personnalités
- Bohuslav Reynek